# Kalga
Kalga (krimsko tatarsko qalğa, ukrajinsko in rusko калга, turško kalgay) je bil drugi najvišji položaj v hierarhiji Krimskega kanata.
Naslov kalga je leta 1486 uvedel Mengli I. Geraj za svojega sina Mehmeda Geraja, da bi vzpostavil trden vrstni red dedovanja prestola. Pred tem je v Zlati hordi oblast podedoval najstarejši član kanove družine, kar je vodilo v neskončne spore. Menglijev namen je bil zagotovo izogniti se takšnim sporom, toda v poznejših vladavinah je kansko mesto običajno pripadlo enemu od kanovih sorodnikov, ne glede na to, kdo je bil kalga. Kan, kalga in nuredin so bili vedno člani klana Geraj. Že zelo zgodaj je kane potrjeval sultan Osmanskega cesarstva. Od 17. stoletja so kane vse pogosteje postavljali in odstavljali osmanski sultani. 
Na položaj kalge je bil imenovan naslednik krimskega kana ali zaupanja vreden član kanove družine. V primeru kanove smrti je kalga vladal državi do imenovanja novega monarha. Bil je tudi vrhovni poveljnik vojske, če ni v vojno odšel kan osebno. Kalga je imel rezidenco v Simferopolu, takrat znanem kot Akmesdžit, in vladal mestu Belogorsk, takrat znanem kot Karasubazar, in njegovi okolici. 

## Drugi naslovi v Krimskem kanatu
- Nuredin (nur al-din) je bil tretji po rangu za kanom in kalgo. Ta naziv je leta 1578 ali 1579 uvedel Mehmed II. Geraj. Tako kot kalga je bil tudi nuredin običajno kanov bližnji sorodnik. Njegovo uradno prebivališče je bilo v Bahčisaraju. Imel je svoje uradnike, vendar ne toliko kot njegovi nadrejeni. Nuredin je bil včasih neuradno povezan s klanom Mansur v severozahodnem stepskem delu polotoka, torej s stepskimi nomadi, tako kot je bil kalga včasih neuradno povezan s klanom Širin na vzhodu, torej s Turki v Kafi.
- Or-beg je bil guverner Perekopa. Howorth ga imenuje tretji dostojanstvenik v državi, vendar je naslov težko najti pred letom 1690.
- Begi so bili poglavarji krimskih klanov.
- Mirza je bil naslov nekaterih nogajskih poglavarjev.
- Saraskerji so bili krimski agenti v Nogajski hordi, predvsem v Budžaku in Kubanu. Naslov se je prvič pojavil morda okoli leta 1700.
- Sultan je bil častni naslov, ki so ga v turških virih včasih podelili članom Gerajevegas klana.